# Paragraciella schoudeteni
Paragraciella schoudeteni là một loài bọ cánh cứng trong họ Cerambycidae.